# Maata Horomona
Vous lisez un « bon article » labellisé en 2023.
Maata Horomona, connue aussi sous son nom d'épouse, Maata Gillies, est une danseuse de haka et actrice de cinéma néo-zélandaise, née en 1893 à Ohinemutu et morte en 1939 à Rotorua.
En 1909, elle fait partie d'une troupe de danseurs traditionnels maoris qui se produit pendant plusieurs mois à New York et y crée un intérêt pour leur culture. Elle est ensuite en 1912 la vedette de trois films tournés par Gaston Méliès en Nouvelle-Zélande, Loved by a Maori Chieftess, Hinemoa et How Chief Te Ponga Won His Bride. Ces films, tous sortis en 1913 et seulement aux États-Unis, considérés comme perdus, sont les premiers films de fiction tournés en Nouvelle-Zélande. Maata Horomona est aussi la première actrice non caucasienne à avoir eu, en 1913, son portrait publié dans la galerie des acteurs célèbres du journal Motion Picture Story Magazine, onze ans avant la seconde, Anna May Wong.
La brève carrière de Maata Horomona illustre plusieurs aspects liés à la perception néo-zélandaise et internationale de la culture maorie : la tension entre le stéréotype tenace de la belle, humble et facile vahiné, d'une part, et d'autre part l'assimilation des Maoris et la disparition de leur culture traditionnelle. Elle témoigne aussi de la naissance de thématiques sous-jacentes à la représentation des Maoris au cinéma, partagée entre la représentation légendaire d'un éden anhistorique, les problématiques liées à l'intégration entre descendants des colons et des autochtones en Nouvelle-Zélande et l'exploitation touristique de l'exotisme maori pour la promotion du pays.

## Danseuse de haka
Maata Horonoma naît en 1893 à Ohinemutu,,,, un village situé dans la vallée géothermale de l'île du Nord surnommée geyserland (le pays des geysers), habité par les Maoris dès avant les sites proches de Rotorua, une ville thermale développée à partir de 1880 où logera Gaston Méliès durant son séjour dans la région, et de Whakarewarewa, un village fortifié (pa) reconstitué à l'initiative du gouvernement néo-zélandais pour la promotion du tourisme entre 1907 et 1909, où Méliès tournera ses fictions. En 1912, lorsqu'elle entame une très brève carrière cinématographique, elle est vraisemblablement employée dans le village de Whakarewarewa, où elle exécute pour les touristes des danses traditionnelles maories et connaît probablement depuis plusieurs années Frederick Bennett, qui la recommande en tant qu'actrice.
Bennett est un prêtre anglican néo-zélandais originaire du même village qu'Horomana, fils d'un père irlandais et d'une mère maorie, futur évêque du diocèse anglican de Waiapu. Dès la fin du XIXe siècle, Bennett joue un rôle déterminant dans la création de spectacles mettant en valeur la culture maorie, sous forme d'interprétations destinées aux pakehas de la culture traditionnelle et populaire maorie, en particulier la légende d'Hinemoa, par le truchement de chœurs, de tableaux vivants et de spectacles de danse, interprétés par des troupes maories qu'il anime, notamment les Rotorua Maori Entertainers. Comme l'observe Marianne Schultz, ces formes de théâtralisation selon des modes de représentation occidentaux de coutumes et d'histoires maories constituaient des processus de convergence entre l'assimilation politique des Maoris défendue par Bennett, la mise en valeur touristique de la région de Rotorua faisant l'objet d'une politique délibérée du gouvernement néo-zélandais, et l'évolution de la société néo-zélandaise marquée par l'accroissement des mariages interraciaux et de l'installation de pakehas dans les zones traditionnellement habitées par les Maoris, et par voie de conséquence du brouillage des différences entre coutumes maories et coutumes européennes, conduisant à faire de l'histoire et des coutumes maories, réputées en voie d'extinction, un élément constitutif de l'histoire nationale.
Cette convergence se traduit notamment au moment de la visite en 1908 d'une flotte militaire américaine dirigée par l'amiral Sperry et de sa visite officielle à Rotorua pour assister à l'inauguration des bains thermaux dirigés par Arthur Stanley Wohlmann. À cette occasion, l'agence gouvernementale de promotion du tourisme créée en 1901 organise, avec le concours de Bennett, une réception maorie pour l'amiral américain et les deux cents officiers qui l'accompagnent, marquée notamment par des spectacles de haka et de poï, dont la couverture par la presse américaine a pour effet de conduire les dirigeants du théâtre de l'Hippodrome, la plus grande scène de New York, à inviter une troupe de danseurs maoris pour s'y produire l'année suivante,.
| photo en extérieur de danse de femmes traditionnelle. · Phot posée d'un groupe de Maoris assis. |

Maata Horomona fait partie de la troupe de 27 hommes et 16 femmes qui s'embarque en juillet 1909 pour une tournée de 9 mois. Le choix des membres a fait l'objet de considérations contradictoires entre les intermédiaires néo-zélandais, dont Bennett, et les organisateurs américains : si les Néo-zélandais privilégient la légitimité et les compétences techniques, les Américains ont en tête des stéréotypes raciaux, notamment celui de la vahiné, souhaitent la venue de « beautés bronzées » pour « titiller » les spectateurs new-yorkais et se montrent finalement déçus que la troupe ne comporte que « deux ou trois » jeunes filles, parmi lesquelles Maata Horonoma.
| Photo de presse d'un groupe de personnes à bord d'un bateau. · Photographie de plateau d'une troupe maorie. |

Le spectacle organisé à l'Hippodrome rencontre un grand succès, quand bien même il repose sur un malentendu, les Néo-Zélandais croyant être appréciés par intérêt pour leur culture, quand le public américain vient voir une variante d'un type de divertissement populaire depuis le XIXe siècle, la représentation d'une forme exotique de sauvagerie, à laquelle viennent notamment assister les anthropologues du musée américain d'histoire naturelle. Cette idée préconçue est toutefois contredite par le niveau culturel des Maoris : non seulement ils s'expriment parfaitement en anglais et font preuve d'une maîtrise des manières occidentales, mais les femmes de la troupe votent dans leurs pays, alors que les suffragettes américaines se battent encore pour obtenir un droit similaire. La presse américaine brode sur ces paradoxes sans modifier les stéréotypes du cannibale et de la vahiné : 

« De vigoureux guerriers maoris et des vahinés néo-zélandaises se promènent sur la Cinquième Avenue, conscients de leur succès. Les hommes portent des hachettes en os quand ils circulent en automobile. Les femmes portent des chaussures françaises à haut talon sur leurs petits pieds qui, il y a quelques semaines, dansaient nus sur le sable [...], puis s'esquivent pour aller prendre la parole à quelque réunion de suffragettes à propos de la législation sociale avancée des antipodes. »

| Photo de coupure de presse. · Photo de coupure de presse. |

## Actrice de Méliès
Gaston, le frère aîné de Georges Méliès, que rien ne prédisposait particulièrement à une carrière cinématographique, se retrouve en 1901 veuf et sans emploi ; dans le même temps, son frère a besoin de quelqu'un à New York pour promouvoir ses films sur le marché américain et y lutter contre la contrefaçon ; Gaston, âgé de 50 ans, décide alors de partir à New York et d'y créer une agence américaine de la Star Film, destinée à remplir ces deux missions,. Jusqu'en 1908, son activité est essentiellement administrative, mais en 1909 il rejoint la Motion Picture Patents Company, un cartel dirigé par Thomas Edison, qui contrôle la distribution de films mais demande à ses membres, pour alimenter les exploitants, de produire au moins un film d'une bobine (soit une dizaine de minutes). La production de son frère Georges se réduisant dans le même temps, Gaston Méliès se voit donc contraint de se lancer lui-même à partir de 1909 dans la production de films. Ayant pris le parti de se spécialiser dans les westerns, pour lesquels l'appétence du public américain de l'époque est élevée, Gaston Méliès prend le parti, alors très novateur, d'installer un studio à San Antonio, tant pour le climat et l'ensoleillement que pour la disponibilité de véritables cow-boys. Il y tourne une soixantaine de films d'une bobine, au rythme moyen de deux par semaine, caractérisés, selon Frank Thomson, par « un mélange intéressant de respect et stéréotypes négatifs vis-à-vis des protagonistes indiens et mexicains ». En 1911, après avoir déménagé son studio en Californie, lassé de tourner des westerns et anticipant un désir de nouveauté du public, Gaston Méliès se lance dans un projet original : ayant accumulé suffisamment de films pour alimenter les distributeurs pendant quelques mois, il organise une expédition dans l'hémisphère austral, avec une équipe d'une quinzaine d'acteurs et de techniciens, envisageant de tourner aussi bien des fictions exotiques que des travelogues documentaires. Méliès explique à la presse qu'il estime que le public est lassé des cowboys et de la vie de la prairie américaine et qu'il souhaite innover en présentant en films les coutumes des habitants des mers du Sud, sous forme dramatique ou éducative, ses acteurs jouant les rôles principaux et des autochtones, les rôles secondaires. Il insiste sur le fait qu'il souhaite éviter de tourner en studio mais plutôt en décors naturels, pour que tous les détails soient véridiques.
| Photo de tournage d'un western. · Photo de presse d'un groupe à bord d'un bateau. |

Parti en juillet 1912 de San Francisco, il fait une première étape en août à Tahiti où il reste une dizaine de jours et tourne plusieurs films. Il se montre « très déçu que les indigènes soient déjà trop civilisés pour pouvoir servir facilement dans les vues » et frappé tant par les mœurs des femmes, qu'il trouve « plus que légères », que par l'enthousiasme des Tahitiens pour les westerns. Méliès et son équipe arrivent en Nouvelle-Zélande le 12 octobre 1912 ; ils y restent un mois avant de partir pour l'Australie. Dès avant leur arrivée, la presse néo-zélandaise anticipe qu'il fera filmer des danses indigènes « dans des paysages appropriés »,, voire, encore plus précisément, qu'après une semaine à Wellington il se rendra à Rotorua, « où la couleur locale est aussi abondante que facile à obtenir », pour y tourner des scènes inspirées de la légende de Hinemoa et des hakas, « sans aucun doute » avec la participation de Maoris et sur fond de geysers.
Le gouvernement néo-zélandais, désireux de développer le tourisme étranger et conscient des retombées potentielles du projet, lui apporte son soutien. Walter Blow, responsable de l'agence gouvernementale du tourisme à Rotorua, que Méliès trouve « parfait », le met en rapport avec un spécialiste local de la culture maorie, James Cowan, qui joue le rôle de « conseiller général et interprète » et contribue également aux scénarios. Cowan recommande à Méliès de tourner à Whakarewarewa, un village maori reconstitué, situé dans la vallée du même nom et proche d'Ohinemutu, et le met en contact avec le révérend Bennett, que Méliès décrit comme « un pasteur, demi-sang maori, qui a une grande influence sur ses congénères et qui dirige une troupe de Maoris qui font toutes sortes d'exercices ». Encouragé par l'efficacité de Bennett et l'intelligence des acteurs maoris que ce dernier l'aide à diriger, Méliès, qui vient de congédier son metteur en scène, Bertram Bracken et l'épouse de celui-ci, l'actrice Mildred Bracken, ainsi que l'actrice Betty-Irène Tracy et les acteurs William Ehfe, Sam Weil et Henry Stanley, s'adapte volontiers à cette nouvelle situation et décide de donner une place prépondérante aux acteurs locaux. 

	
Il semble toutefois que cette décision est en partie le résultat d'un premier essai avec des acteurs occidentaux grimés en Maoris. Méliès écrit plus tard de Java à son fils : 

« En voyant les premiers négatifs faits avec des Blancs maquillés en Maoris, je me suis rendu compte que cela n'allait pas, et cela a été une des grosses considérations qui m'ont décidé à me défaire d'une partie de la troupe à Rotorua où je n'ai, du reste, travaillé que presque avec des natifs. Et c'est ce qui arrive ou qui arrivera partout où nous passerons. »

Le cinéaste néo-zélandais Rudall Hayward, dont l'oncle avait négocié avec Méliès un projet inabouti de distribution des films de ce dernier en Nouvelle-Zélande, soutient à ce sujet qu'avant de faire de Maata Horonoma la vedette de ses fictions néo-zélandaises, Méliès a d'abord fait un essai avec sa jeune épouse Hortense, préalablement brunie avec du cacao.

Méliès, qui assume désormais le rôle de metteur en scène de facto, est au contraire enchanté de ses acteurs maoris, en particulier de Maata Horomona, qui est sa « vedette », écrivant : 

« De très braves gens, très intelligents, qui ont l'air de ne rien comprendre quand on leur explique ce qu'ils doivent faire, et qui exécutent à la lettre et avec intelligence ce qu'on leur demande. Alors qu'il fallait seriner Mildred [Bracken] plusieurs fois pour lui faire comprendre ce qu'elle avait à faire, il me suffisait d'expliquer très lentement à Ma[at]a ce que je voulais d'elle, et elle le faisait de suite avec la grâce naturelle [qu'on] remarquer[a] dans son jeu. »

Edmund Mitchell, le scénariste de Méliès, porte un jugement similaire. Il trouve les jeunes Maoris qui participent au tournage brillants, intelligents et bien éduqués et note dans leur jeu un enthousiasme sincère, une appréhension rapide des détails et la capacité de s'investir dans l'intrigue sans se laisser distraire par la caméra ni les spectateurs. Il remarque aussi que la participation des Maoris au tournage donne aux films une « haute valeur éducative », car bientôt, considère-t-il, « il sera impossible de filmer de telles scènes ethnologiques en Nouvelle-Zélande », tant l'assimilation de la jeune génération maorie est « remarquablement facile et rapide ». Déjà, ajoute-t-il, les jeunes Maoris qui participent au tournage voient celui-ci comme une « reconstitution historique ».

À la fin du tournage, Maata et le « chef des Maoris » font à Méliès quelques cadeaux : une gourde sculptée, un tapis, une lance et une « jupe de Maori ». De son côté, Méliès offre à sa vedette son portrait photographique et la somme de 2 livres (soit un peu moins de 400 dollars de 2022). Il note : 

« Elle était très émue,et,on voyait qu'elle avait envie de pleurer. Elle s'est glissée par terre dans le salon de l'hôtel, s'est blottie aux pieds d'Hortense [la nouvelle épouse de Méliès] comme un petit chien, et elle s'est mise gentiment à lui embrasser les mains. »

Après le départ de Méliès, Maata Horomona ne tourne plus de film. Elle épouse un Maori, Tureriao Gillies, lui donne plusieurs enfants et meurt en 1939 à Rotorua.
| Photo posée d'un groupe devant une maison traditionnelle maorie. · Photo d'une calebasse gravée. |

## Star improbable
La relation entre les stars du cinéma muet et leurs fans s'est construite avec l'émergence d'une presse spécialisée destinée aux spectateurs, dont un des premiers supports est le mensuel Motion Picture Story Magazine (en) publié à partir de 1911,. Dès son second numéro, ce magazine consacre ses premières pages à une série intitulée Personalities of the Picture Players de portraits d'acteur en pleine page destinés à être découpés et collés dans des albums par les lecteurs. Dans le numéro de mai 1913, cette galerie comporte un portrait de Maata Horonoma, en tenue traditionnelle maorie et avec un tatouage au menton, assorti de la double précision « Méliès », c'est-à-dire qu'elle est sous contrat avec le studio Méliès, et qu'elle est l'actrice principale autochtone (the native leading woman) d'un film intitulé Hinemoa. Cette mise en avant est précédée, dans le numéro d'avril 1913, par un article de sept pages de Peter Wade racontant l'intrigue du film Hinemoa ; et suivie, dans le numéro de juin 1913, d'une brève rappelant que Gaston Mélès fait alors un tour du monde et ajoutant à la suite, en réponse à la question réelle ou imaginaire d'un lecteur : « Oui, Maata Horonoma est vraiment une actrice. Kia Ora (qui signifie bonne chance en maori) ! ».
La présence de Maata Horomona dans la galerie de célébrités de ce magazine est doublement paradoxale. D'une part, c'était à l'époque une actrice très peu connue — au point que le magazine jugeait opportun de préciser qu'elle était « vraiment une actrice » —, n'ayant joué que dans un très petit nombre de films courts, chacun vendu à une dizaine de copies ; d'autre part, c'était une actrice maorie, à une époque où les rôles non caucasiens étaient généralement interprétés par des acteurs caucasiens grimés. De fait, Maata Horomona jouit du singulier honneur d'avoir été la première actrice non caucasienne à avoir fait partie de la galerie des personnalités du Motion Picture Story Magazine.
| page de magazine, portrait de star. · Page de magazine, portrait de star. |

Cet apparent paradoxe s'explique par le mode de fonctionnement du magazine. Il jouissait du soutien de la Motion Pictures Patent Company, le cartel dirigé par Thomas Edison et auquel appartenait l'American Star Film Company de Gaston Méliès, sous condition de ne faire la promotion que des sociétés de production qui en étaient membres. Les acteurs ainsi mis en avant n'étaient pas sélectionnés par le journal sur la base de leur popularité, mais le choix était fait par les producteurs, qui payaient 200 dollars par mois pour un nombre garanti d'articles et de photographies.
Comme l'observe David Pfluger, la présence de Maata Horomona dans la galerie des acteurs célèbres du Motion Picture Story Magazine, aussi surprenante qu'elle puisse paraître à première vue, n'est donc « ni arbitraire, ni impensable ». Elle illustre l'intérêt du public américain pour les Maoris en tant que tribu exotique, mais également les stéréotypes qui leur étaient associés, en particulier celui, particulièrement attrayant pour les lecteurs masculins du magazine, de la beauté exotique humble et soumise.

## Filmographie
Maata Horomona a tourné dans les trois films de fiction produits par Gaston Méliès, sur une durée de trois semaines durant son séjour en Nouvelle-Zélande, mais ne semble pas avoir contribué aux documentaires tournés durant le même séjour, tournés simultanément mais par une autre équipe. Ces trois films sont les premiers films de fiction tournés en Nouvelle-Zélande,. Ils n'ont été distribués qu'aux États-Unis, et sont réputés perdus . Les trois films sont scénarisés par Edward Mitchell, un romancier et journaliste australien faisant partie de l'équipe de Méliès, avec l'assistance de James Cowan. Ils sont dirigés par Gaston Méliès assisté du pasteur Bennett et cinématographiés par Hugh McClung.

### Loved by a Maori Chieftess
Loved by a Maori Chieftess (en français selon les notes de Méliès : Aimé de la fille d'un chef maori) est un film de 2 000 pieds, sorti le 14 mars 1913 aux États-Unis. C'est une romance historique interraciale, l'histoire d'un « trappeur anglais », nommé Chadwick, interprété par Ray Gallagher, le seul acteur américain qui ait un rôle dans les fictions néo-zélandaises de Méliès. Il est capturé par une tribu maorie qui envisage de le manger, mais Wena, la fille du chef, interprétée par Horomona, tombe amoureuse de lui et l'aide à s'échapper. Après qu'il a été rattrapé, le chef de la tribu, apitoyé par le chagrin de sa fille, décide de l'adopter et Chadwick devient à son tour le chef de la tribu,. Dans The Moving Picture World, le journaliste Stephen Bush en fait une recension en même temps élogieuse et condescendante, louant le talent « imitatif » (mimic) inné des acteurs maoris tout en estimant que l'intrigue a été délibérément simplifiée pour rendre leur jeu acceptable, il relève « la personnalité et le jeu de la simple fille maorie qui tient le rôle principal avec un charme étrange et particulier ».
| Photo de plateau. · Photo de plateau. · Photo de plateau. |

### Hinemoa
Hinemoa est un film de 1 176 pieds, sorti le 27 mars 1913 aux États-Unis, scénarisé sur la base de la légende maorie de Hinemoa et Tutanekai. Hinemoa n'a pas le droit de voir son amant Tutanekai qui vit sur une île du lac de Rotorua. Une nuit, guidée par sa flûte, elle traverse le lac à la nage pour le rejoindre. La recension de The Moving Picture World trouve le film très joli, poétique, naturel et plutôt convaincant, sans rien de théâtral.
| Photo de plateau. · Photo de plateau. · Photo de plateau. |

### How Chief Te Ponga Won His Bride
How Chief Te Ponga Won His Bride (en français, Une histoire d'amour maorie selon le titre de travail et Comment le chef Te Ponga s'empara de sa bien aimée selon le titre définitif) est un film de 932 pieds, sorti le 24 avril 1913 aux États-Unis. Il est scénarisé à partir d'une autre légende maorie. La tribu du jeune chef Te Ponga est en guerre contre ses voisins. Il se rend néanmoins dans leur village, y rencontre la belle Puhihuia et la ramène chez lui en canot malgré l'opposition des villageois.
| Photo de plateau. · Photo de plateau. · Photo de plateau. |

### Réception
Plusieurs auteurs, se fondant sur la critique positive publiée par The Moving Picture World, estiment que les trois films sont bien accueillis par le public, qui en apprécie la nouveauté,. En revanche, Jacques Malthète affirme que tous les films tournés par Gaston Méliès en Nouvelle-Zélande et durant son périple dans l'hémisphère austral se sont mal vendus : une dizaine de copies pour chaque film contre 70 à 80 copies pour les westerns américains,.

### Analyse
Ces films ayant disparu, les spécialistes du cinéma muet ne peuvent observer ni la direction de Méliès ni le jeu d'Horomata et leurs analyses se limitent souvent aux scénarios.
Selon Martin Blythe, les premiers films tournés en Nouvelle-Zélande se classent en deux catégories successives et distinctes : ce sont d'abord des « romances impériales » dans le pays des Maoris (Maoriland) tournées par des réalisateurs anglais, français et américains de 1910 à 1920, puis des « romances nationales », tournées par des réalisateurs néo-zélandais à partir de 1920 : « les premières sont situées dans une éternité hors du temps et emploient une trame narrative à la Roméo et Juliette où l'amour véritable triomphe des conflits tribaux ; les secondes sont historiquement situées et jouent avec la notion de métissage pour contribuer à construire une identité nationale ». Les romances impériales ont une approche ethnographique et représentent le pays des Maoris comme un paradis avant la chute ; les romances nationales ont une approche historique et racontent plutôt la quête d'une utopie après la chute, celle de la Nouvelle-Zélande en tant que pays des Maoris. Selon Blythe, les histoires d'Hinemoa ou de Te Ponga, avec leurs nobles sauvages et leurs belles vahinés, qui se terminent par des mariages inter tribaux, sont des exemples parfaits de romances impériales, ce qu'atteste le fait que la légende d'Hinemoa a fait — après Méliès — l'objet de plusieurs films muets.
De leur côté, Alistair Fox, Barry Keith Grant et Hilary Radner, tout en considérant qu'Hinemoa et How Chief Te Ponga Won His Bride, tirés de légendes maories, correspondent à la première des deux catégories de Blythe, relèvent qu'il n'en va pas de même de Loved by a Maori Chieftess, où la relation entre le « trappeur anglais » et la belle princesse maorie correspond plutôt à la seconde. Son scénario a manifestement été conçu pour satisfaire le goût du public pour le mélodrame et l'exotique, mais témoigne aussi du désir des colons blancs d'être acceptés par les autochtones et, par conséquent, de l'importance de la contribution de James Cowan.